# Robot of Sherwood
"Robot of Sherwood" é o terceiro episódio da oitava temporada da série de ficção científica britânica Doctor Who, transmitido originalmente na BBC One em 6 de setembro de 2014. Foi escrito por Mark Gatiss e dirigido por Paul Murphy.
No episódio, o alienígena viajante do tempo conhecido como o Doutor (Peter Capaldi) e sua acompanhante Clara Oswald (Jenna Coleman) chegam à floresta de Sherwood em 1190, onde encontram o herói lendário Robin Hood (Tom Riley), bem como o xerife de Nottingham (Ben Miller), que se aliou a cavaleiros robóticos.
O episódio foi assistido por 7,28 milhões de telespectadores no Reino Unido e recebeu críticas geralmente positivas dos avaliadores.

## Enredo
O Décimo segundo Doutor e Clara pousam na Floresta de Sherwood em 1190, onde são recebidos por Robin Hood, que desafia o Doutor para um duelo e vence ao jogá-lo no rio. Clara descobre que Robin está procurando a donzela Marian, mas o Doutor acredita que há algo errado. Robin compete em um concurso de tiro com arco realizado pelo Xerife de Nottingham, onde o prêmio é uma flecha dourada. O Doutor interrompe a competição explodindo o alvo com sua chave de fenda sônica. Intrigado com o poder do Doutor, o Xerife comanda seus cavaleiros robôs para capturá-lo. O Doutor permite que ele, Robin e Clara sejam presos para que ele possa aprender mais sobre os planos do Xerife.
O Doutor e Clara descobrem que o Xerife pretende usar uma nave espacial caída (disfarçada de parte de um castelo) e seus cavaleiros robôs para dominar o mundo. O Xerife e os cavaleiros saquearam campos para recolher ouro suficiente para reparar os circuitos dos motores da nave, mas estes estão muito danificados e criarão uma explosão que destruirá metade da Inglaterra. O Doutor inicialmente está convencido de que Robin é uma criação dos robôs para dar esperança aos camponeses oprimidos usando as lendas da Terra, mas finalmente se convence de que ele é real. Clara e Robin escapam do castelo, mas o Doutor é feito prisioneiro novamente. O Doutor lidera os prisioneiros em uma revolta contra os robôs. A maioria dos robôs é destruída, os prisioneiros fogem e Robin retorna para salvar o dia. O Xerife desafia Robin para um duelo, que Robin vence ao jogar o Xerife em um tanque de ouro usando um truque que o Doutor lhe ensinou.
A nave espacial, controlada pelos robôs restantes, decola, mas ainda não tem energia para sair do planeta. O Doutor decide disparar a flecha dourada nos motores para dar à nave um impulso. Como o braço de Robin está ferido, o Doutor, Clara e Robin trabalham juntos para disparar a flecha na nave, permitindo que ela alcance a órbita e detone inofensivamente. Se preparando para partir, o Doutor admite que Robin será lembrado como uma lenda e não como um homem, com o que Robin se contenta. Quando o Doutor continua achando difícil acreditar na história de Robin, ele, tendo aprendido sobre a história do Doutor por meio de Clara, aponta que o Doutor tem uma origem semelhante e começou suas aventuras pelos mesmos motivos que Robin. O Doutor e Robin negam mutuamente que sejam heróis; Robin sugere que o papel deles é inspirar outros a serem heróis em seu nome. Antes do Doutor e Clara partirem, o Doutor deixa Robin com Marian, que era uma prisioneira libertada na revolta.

### Continuidade
Cético quanto à realidade de Robin Hood, seus homens e seu ambiente, o Doutor inicialmente acredita que ele e Clara podem estar em um miniscópio. O aparato foi apresentado em uma história do Terceiro Doutor, Carnival of Monsters (1973).

## Produção

### Roteiro
Em entrevista à Doctor Who Magazine, o roteirista Mark Gatiss afirmou que sua intenção com o episódio era "fazer o Doutor e Robin Hood em 45 minutos". Ele também afirmou: "A premissa é inerentemente engraçada, mas não pensei nele como o episódio mais engraçado quando o estava fazendo. Ainda faz grandes perguntas. Mas é definitivamente mais frívolo."

### Filmagens
A leitura do episódio foi feita em 20 de março de 2014. As filmagens do episódio começaram em 25 de março de 2014, com as filmagens ocorrendo no Fforest Fawr em 15 de abril de 2014, e mais tarde no Castelo de Caerphilly em 17 de abril. Tanto Fforest Fawr quanto o Castelo de Caerphilly já haviam servido como locações para Doctor Who, o primeiro como cenário em "The Stolen Earth" e "Journey's End", e o último para "The Vampires of Venice" e "Nightmare in Silver". Várias tomadas externas do Castelo de Bodiam também foram utilizadas. As filmagens foram concluídas em 3 de maio de 2014.
Uma das imagens do mito de Robin Hood que o Doutor mostra ao verdadeiro Robin é a de Patrick Troughton na série de televisão Robin Hood de 1953, que foi a primeira aparição do personagem na TV. Troughton interpretou o Segundo Doutor entre 1966 e 1969.

### Cena cortada
Em 4 de setembro de 2014, a BBC anunciou que uma cena de decapitação da batalha climática do episódio havia sido editada devido aos recentes assassinatos de James Foley e Steven Sotloff pelo Estado Islâmico. Na cena original, Robin teria decapitado o Xerife, revelando que ele era um robô.